# Kimono
Kimono-ul (着物?) sau, chimonoul, este costumul național al Japoniei.  La origine, cuvântul kimono ad-literam însemna: lucru de îmbrăcat (ki „a îmbrăca”, mono „lucru”), dar acum a ajuns să desemneze un anumit tip de îmbrăcăminte tradițională în întregime. Este un simbol al culturii japoneze și unul din cele mai rafinate costume naționale din lume.  Este folosit ca piesă de vestimentație cu ocazia festivalurilor importante și ale evenimentelor formale, emanând eleganță și formalitate. 

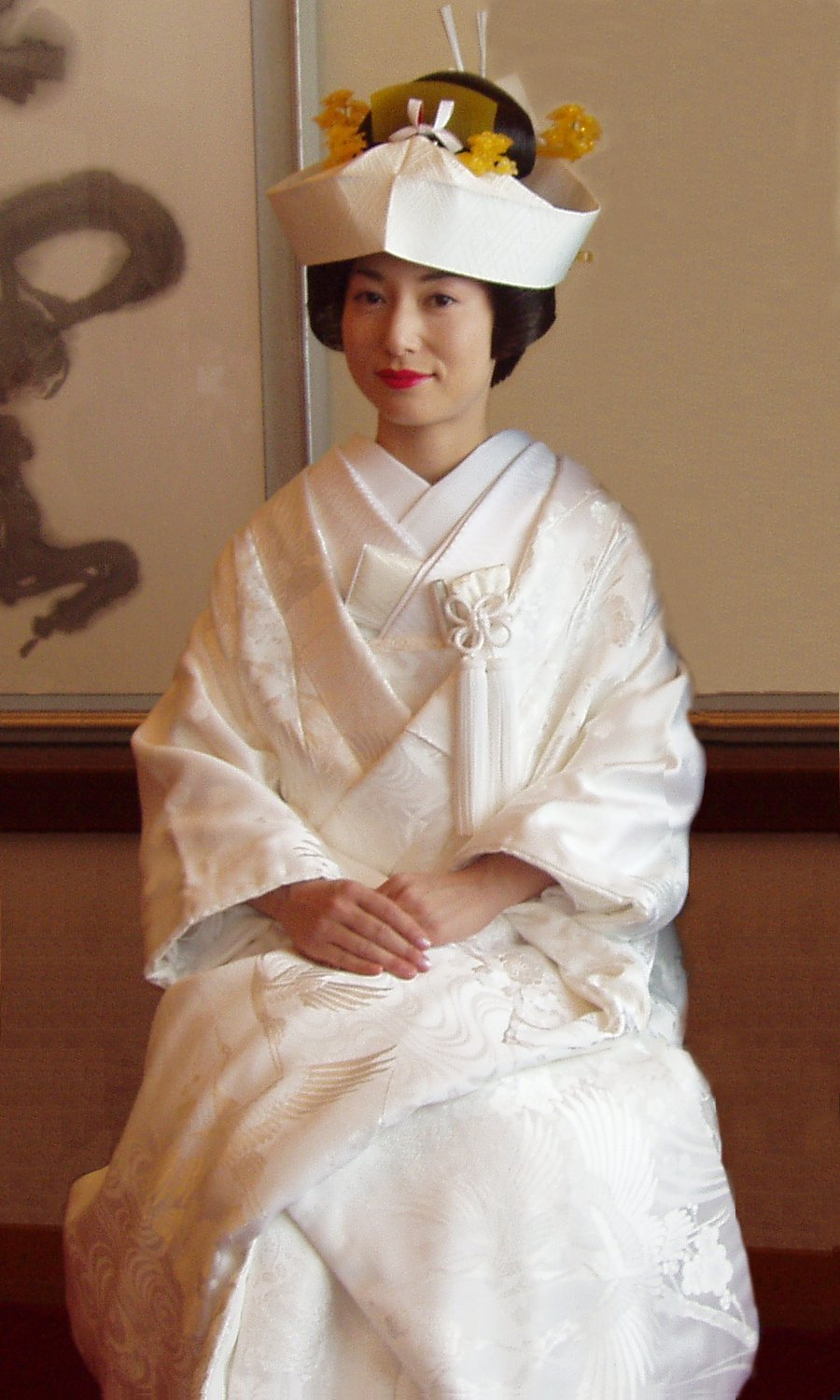
Kimono special pentru nuntă împreună cu tsunokakushi
(coroana miresei)

Kimono-ul este format din piese multiple de material sub forma literei T, așezate în așa fel încât tivul să ajungă la glezne, manșoane atașate acestor piese și mâneci lungi și largi. Kimono-urile sunt cel mai adesea înfășurate în jurul trupului, având tot timpul partea stângă peste cea dreaptă (excepție făcând înmormântările) și sunt prinse de o centură numită obi, ce este legată la spate. Delicata vestimentație este purtată de obicei împreună cu încălțăminte tradițională (în special zōri sau geta) și șosete (tabi)
În ziua de azi, kimono-urile sunt purtate în special de către femei și doar la ocazii speciale. Puține dintre femeile în vârstă și bărbați poartă kimono-uri în mod regulat, de obicei folosindu-le cu ocazia nunților, ceremoniei ceaiului și ale altor evenimente formale.
Predecesorul kimono-ului este kosode („mâneci scurte”), care era purtat ca lenjerie cam începând cu perioada Nara (710-794), și ca îmbrăcăminte de zi cam din secolul al XVI-lea. Termenul kimono a început să fie preferat termenului kosode numai începând cu secolul al XVIII-lea.
Se obișnuiește să fie purtat la ceremonii sau la activități tradiționale (ceremonia ceaiului, etc.). Copii, băieții și fetele tinere îl poartă uneori de Anul Nou, sau cu ocazia sărbătorii shichi-go-san, de „Ziua Împlinirii Majoratului”, la ceremonia de absolvire a unei universități sau la nunți.
Kimono-ul poate fi necăptușit (numit hitoe), căptușit cu lână sau alt material- dar nu bumbac, (numit awase), sau căptușit cu bumbac (numit wataire). Cele necăptușite se poartă de obicei din iunie până în septembrie, dar pentru evenimente mai puțin ceremonioase se poartă yukata. Pentru evenimente mai ceremonioase se poartă kimonouri din material precum gazeu de mătase (ro sau sha) sau pânză fină de in (jōfu). Kimonouri căptușite se poartă din octombrie până în mai, și sunt făcute mai ales din mătase sau lână. Kimono-uri căptușite cu bumbac, sau halate trei-sferturi căptușite cu bumbac (purtate peste kimono) numite tanzen se poartă în toiul iernii acasă.
Kimonoul ceremonial pentru bărbați este confecționat din mătase neagră (numită habutae), fiind decorat în alb cu blazonul familiei.
Femeile poartă diferite feluri de kimonouri festive. Cel purtat de mireasă este din mătase albă cu roșu, cu brocart sau broderii. Femeile căsătorite poartă kimonouri de culori mai închise, cu design mai simplu pentru ocazii festive, și de culoare neagră fără design pentru înmormântări.

## Modul de îmbrăcare
Mai întâi se îmbracă șosetele (tabi), apoi lenjeria de sus (hanjuban) și cea de jos (susoyoke), apoi kimonoul de dedesubt (nagajuban) care se leagă cu o centură lată (datemaki). Nagajuban are un guler (han'eri) de obicei alb care trebuie să se vadă cam 2 cm deasupra kimonoului purtat pe deasupra. Partea stângă a kimonoului se pune peste partea dreaptă în față. Cele două părți se leagă cu o centură lungă (obi), care este accesoriul principaldecorativ și practic al kimonoului. Cel mai obișnuit tip de obi, Nagoya obi, este din mătase sau bumbac, decorat prin țesut sau vopsit, lungimea fiind de cca. 3–4 m, cu lățimea de cca. 30 cm. Se leagă la spate cu o fundă de formă pătrată.
Pentru bărbați, cel mai folosit obi este kakuobi, care este lat de aproximativ 9 cm. 

## Galerie

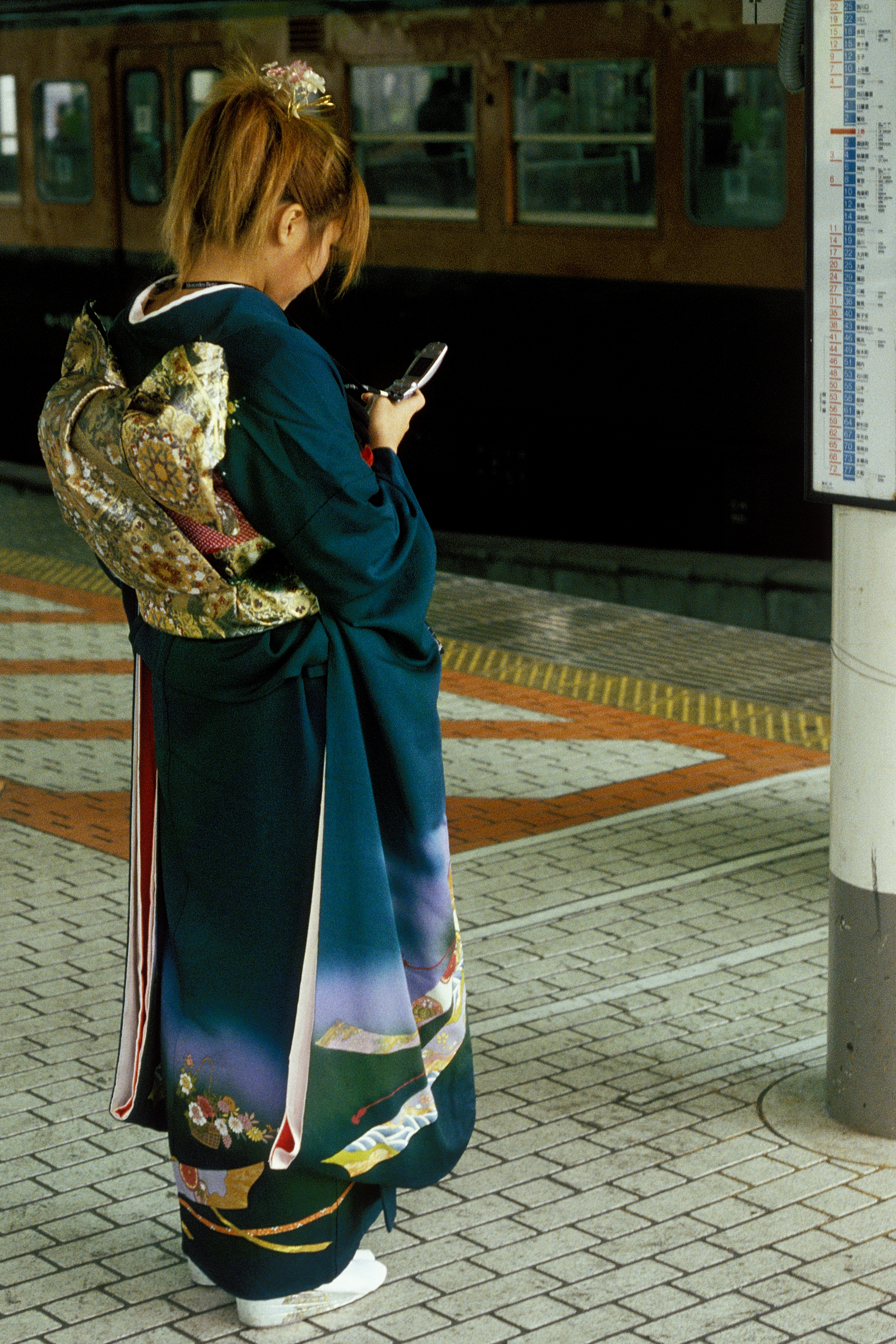
Kimono văzut din spate
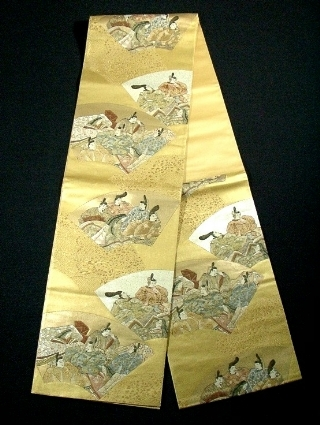
Obi
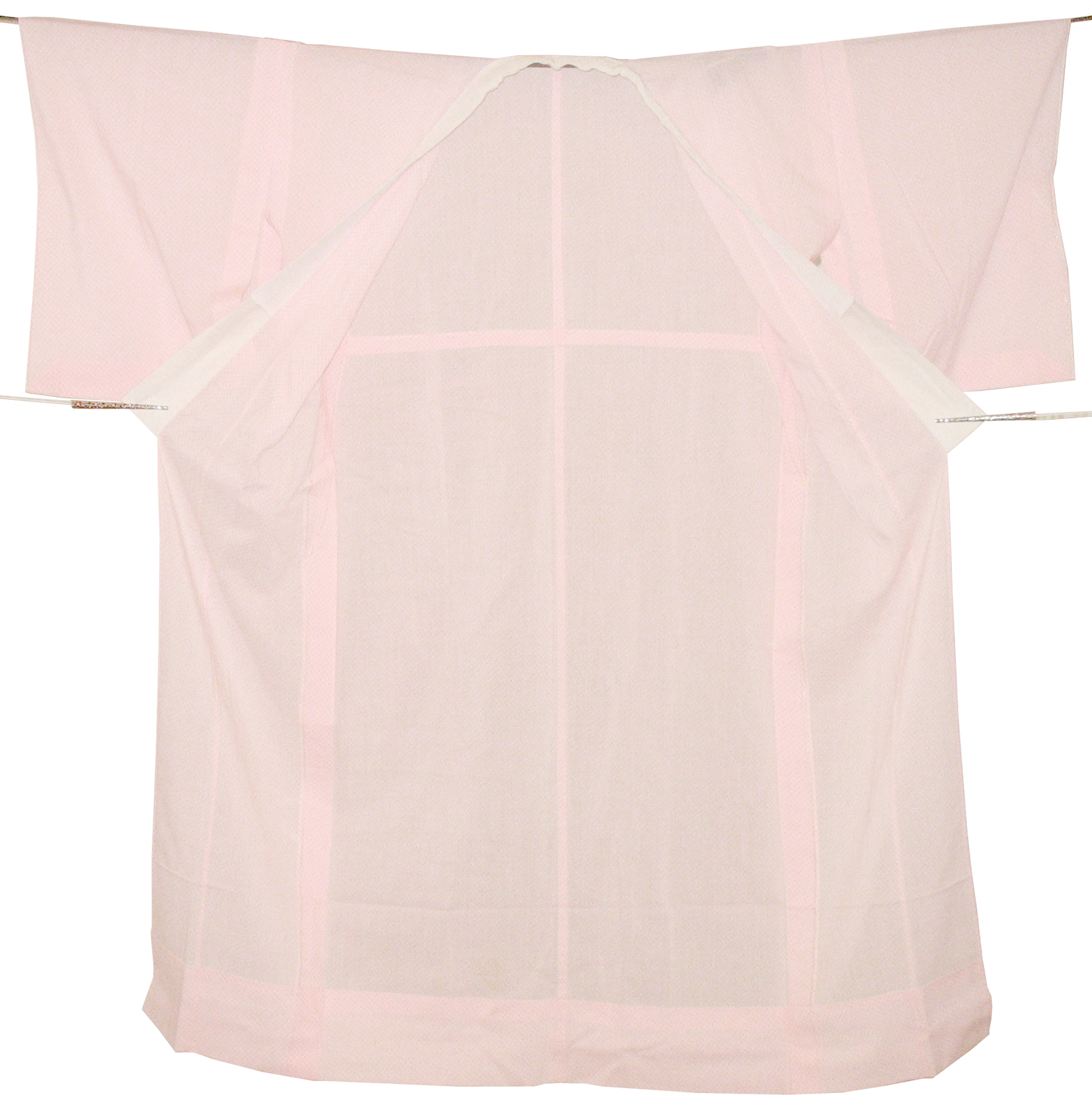
Nagajuban
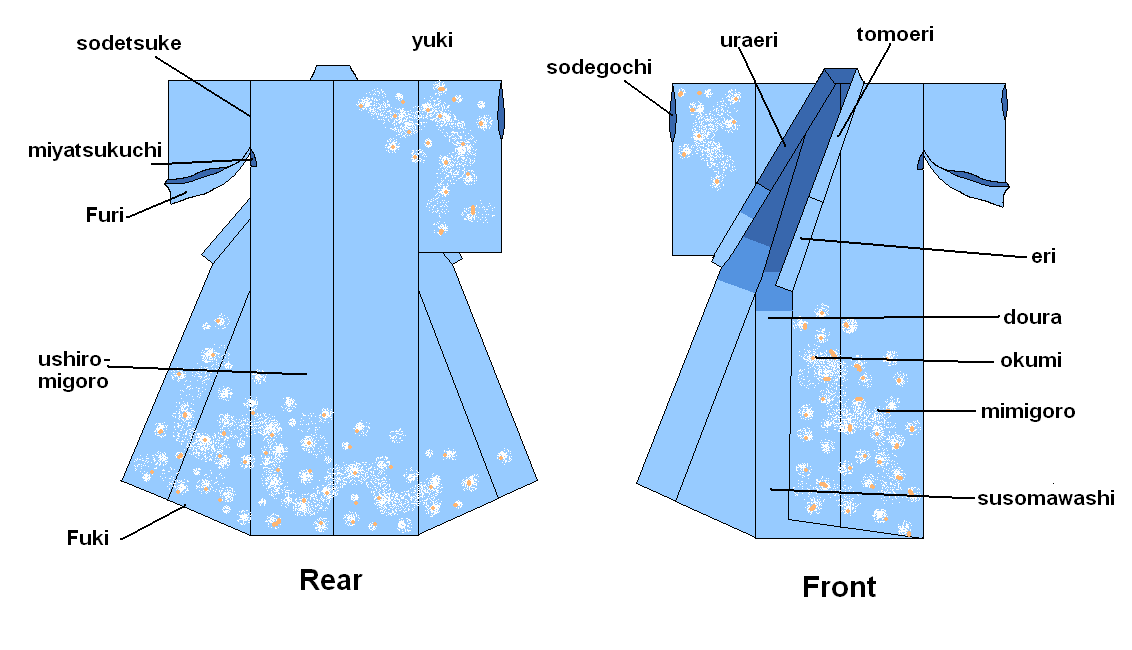
Denumirea părților kimonoului (engl.)